# Jan van Speijk

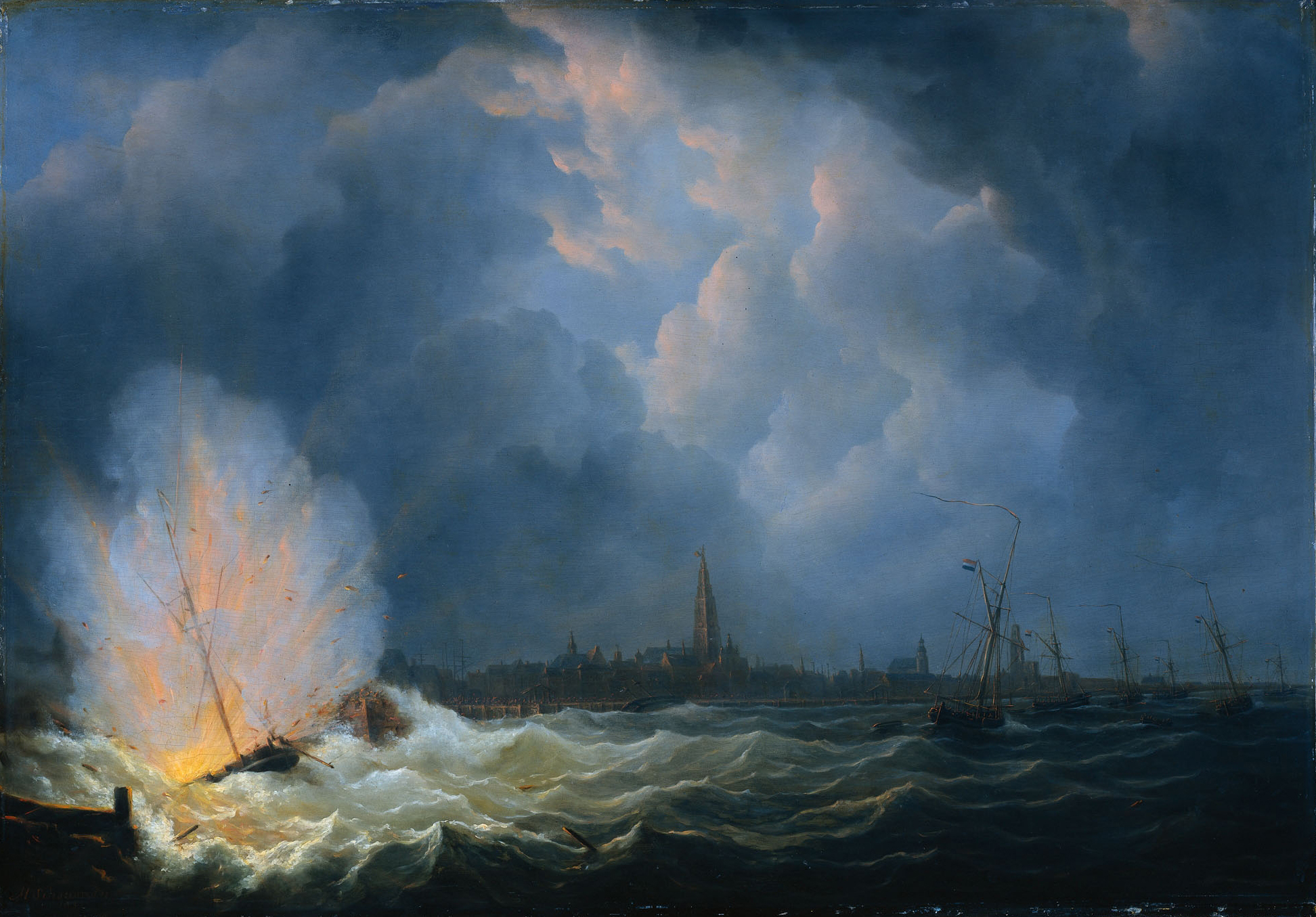
La cannoniera N. 2 esplode davanti ad Anversa. Martinus Schouman, 1832

Jan Carolus Josephus van Speijk (Amsterdam, 31 gennaio 1802 – Anversa, 5 febbraio 1831) è stato un militare olandese, tenente di vascello, diventato un eroe per gli olandesi per un gesto da lui compiuto durante la rivoluzione belga.

## Gioventù
Van Speijk nacque nel 1802 ad Amsterdam, restando orfano poche settimane dopo la sua nascita. Nel 1820 si unì alla Marina Reale Olandese e tra il 1823 e il 1825 prestò servizio nelle Indie orientali olandesi. Successivamente attaccò con successo Bangka e Giava guadagnando il soprannome di Schrik der Roovers (Il terrore dei banditi).

## Morte
Quando scoppiò la Guerra di indipendenza belga Van Speijk guadagnò una nomina a comandante di una cannoniera. Van Speijk disprezzava il movimento di indipendenza belga. Una volta annunciò che avrebbe preferito morire "che diventare un infamante Brabander". Il 5 febbraio 1831, il forte vento fece andare alla deriva la sua barca nella rada del porto di Anversa. I belgi assaltarono la nave ordinando poi a Van Speijk di ammainare la Bandiera olandese. Piuttosto di farlo, sparò con una pistola (alcune versioni sostengono che gettò un sigaro acceso), dentro un barile di polvere da sparo, gridando "Dan liever de lucht in!" (che tradotto significa: "Piuttosto la faccio saltare allora!"). Il numero totale delle vittime resta sconosciuto, forse dozzine di persone. Ventotto dei 31 membri del suo equipaggio rimasero uccisi nell'esplosione.